# 6-Hydroxydopamine
La 6-hydroxydopamine (6-OHDA) est un composé organique présent naturellement dans l'urine humaine. Cette amine est une neurotoxine utilisée par les chercheurs pour tuer sélectivement les neurones dopaminergiques et noradrénergiques. La 6-OHDA pénètre dans les neurones à l'aide des transporteurs de monoamines. Elle est souvent utilisée en conjonction avec un inhibiteur sélectif de la recapture de noradrénaline (tel que la désipramine) afin de tuer sélectivement les neurones dopaminergiques. L'inverse est également possible mais n'est que rarement réalisé en laboratoire.
On l'utilise notamment pour provoquer un parkinsonisme chez des animaux de laboratoire tels que les souris, les rats et les singes, afin de tester des médicaments contre la maladie de Parkinson chez l'Homme. Cela passe par la destruction d'environ 70 % des neurones dopaminergiques de la substantia nigra dans le cerveau, ce qu'on obtient à l'aide de MPTP ou de 6-OHDA. Ces deux composés détruisent les neurones à l'aide de dérivés réactifs de l'oxygène tels que l'anion superoxyde O2−.
La toxicité de la 6-OHDA chez les rongeurs est également mise à profit pour établir un modèle animal du syndrome de Lesch-Nyhan.